# Türkenkrieg 1663/1664

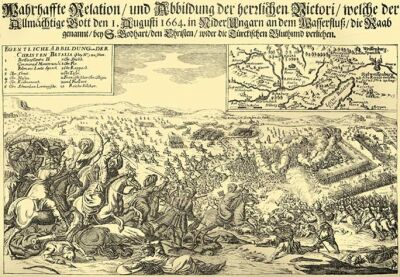
Schlacht bei St. Gotthart (Szentgotthard) 1664

Der Türkenkrieg von 1663/1664, auch 4. Österreichischer Türkenkrieg genannt, war ein einjähriger militärischer Konflikt zwischen dem Habsburgerreich und dem Osmanischen Reich. Den Habsburgern gelang zunächst ein Abwehrerfolg durch den habsburgischen Oberbefehlshaber Graf Raimondo Montecuccoli gegen das osmanische Hauptheer, welches sich auf dem Weg nach Wien befand, in der Schlacht bei Mogersdorf. Anstatt den Sieg gegen die geschlagenen Osmanen militärisch auszunutzen, unterzeichnete Kaiser Leopold I. am 27. August 1664 den Frieden von Eisenburg/Vasvár. In diesem erkannte der römisch-deutsche Kaiser die osmanische Oberherrschaft in Siebenbürgen an, zahlte eine Abfindung und trat Großwardein und Neuhäusel im Königlichen Ungarn an die Osmanen ab. Diese erreichten damit ihre größte territoriale Ausdehnung auf ungarischem Gebiet.

## Vorgeschichte
Ausgangspunkt dieses Krieges war das osmanische Vasallenfürstentum Siebenbürgen. Entgegen dem Verbot der Hohen Pforte griff der Fürst von Siebenbürgen Georg II. Rákóczi 1657 Polen-Litauen an, um sich seiner Krone zu bemächtigen. Als Folge dieses Alleingangs zog 1658 Großwesir Köprülü Mehmed Pascha mit einem osmanischen Heer nach Siebenbürgen und verwüstete das Fürstentum. Im August 1660 nahmen die Osmanen die Festung Großwardein ein und errichteten auf ehemals siebenbürgischen Gebiet ein neues Wilajet gleichen Namens. Im Streit um die Nachfolge des verstorbenen Georg II. Rákóczi begann in Siebenbürgen ein Bürgerkrieg zwischen Michael Apafi und Johann Kemény. Apafi, der vom Osmanischen Reich eingesetzt wurde, konnte sich schließlich gegen den von kaiserlichen Truppen unterstützten Kemény durchsetzen.
Der Banus von Kroatien, Nikolaus Zrinski (ungarisch Zrínyi Miklós, kroatisch Nikola Zrinski), rechnete unterdessen mit dem Aufflammen eines weiteren Türkenkrieges und errichtete 1661 auf eigene Kosten eine Festung im Mündungsbereich von Mur und Drau. Von dieser Festung, die er Neu-Zrin (oder kroatisch: Novi Zrin) nannte, startete er Raub und Plünderungszüge in osmanisches Gebiet, da er den Kaiser zu einem Krieg gegen das Osmanische Reich bewegen wollte. Die kroatischen Plünderungszüge und die Anwesenheit von kaiserlichen Truppen in Siebenbürgen führten schließlich zum ersten großen Türkenkrieg seit 1606 und beendeten die „Epoche des Status quo“ zwischen Wien und der Pforte.

## Kriegsverlauf 1663

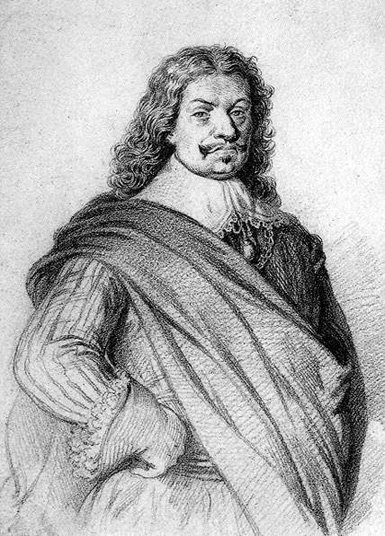
Raimondo Montecuccoli

Im Sommer 1663 drang der neue osmanische Großwesir Ahmed Köprülü mit einem mehr als 100.000 Mann starken Heer in das habsburgische Königliche Ungarn ein und eroberte im September die Festung Neuhäusel, die zum Zentrum eines weiteren osmanischen Wilajets gemacht wurde. Der kaiserliche Oberbefehlshaber Graf Raimondo Montecuccoli hatte den Osmanen nur 12.000 Mann regulärer kaiserlicher Truppen sowie 15.000 Mann ungarisch-kroatischer Truppen unter dem Kommando von Nikolaus Zrinski entgegenzustellen. Angesichts dieser katastrophalen Unterlegenheit seiner Truppen rief Kaiser Leopold I. im Winter 1663 die deutschen Reichsfürsten, den Reichstag und ganz Europa um Hilfe an. Der Verlust der Festung Neuhäusel und die danach folgenden türkischen Brandschatzungen bis weit in mährisches Gebiet hinein führten schließlich zu einer europaweiten Unterstützung des Kaisers im Türkenkampf: Bayerische, brandenburgische und sächsische Allianztruppen wurden ebenso aufgeboten wie eine 30.000 Mann starke Reichsarmee (die ihren Sollstand jedoch nie erreichte). Sogar Ludwig XIV., in seiner Eigenschaft als Protektor des Rheinischen Bundes, schickte ein 6000 Mann starkes Hilfskorps, wofür er sich jedoch gleichzeitig durch Gesandte beim osmanischen Sultan entschuldigen ließ. Den Kommandanten, Jean de Coligny-Saligny, wies er an, diese Truppen möglichst zu schonen.

## Kriegsverlauf 1664

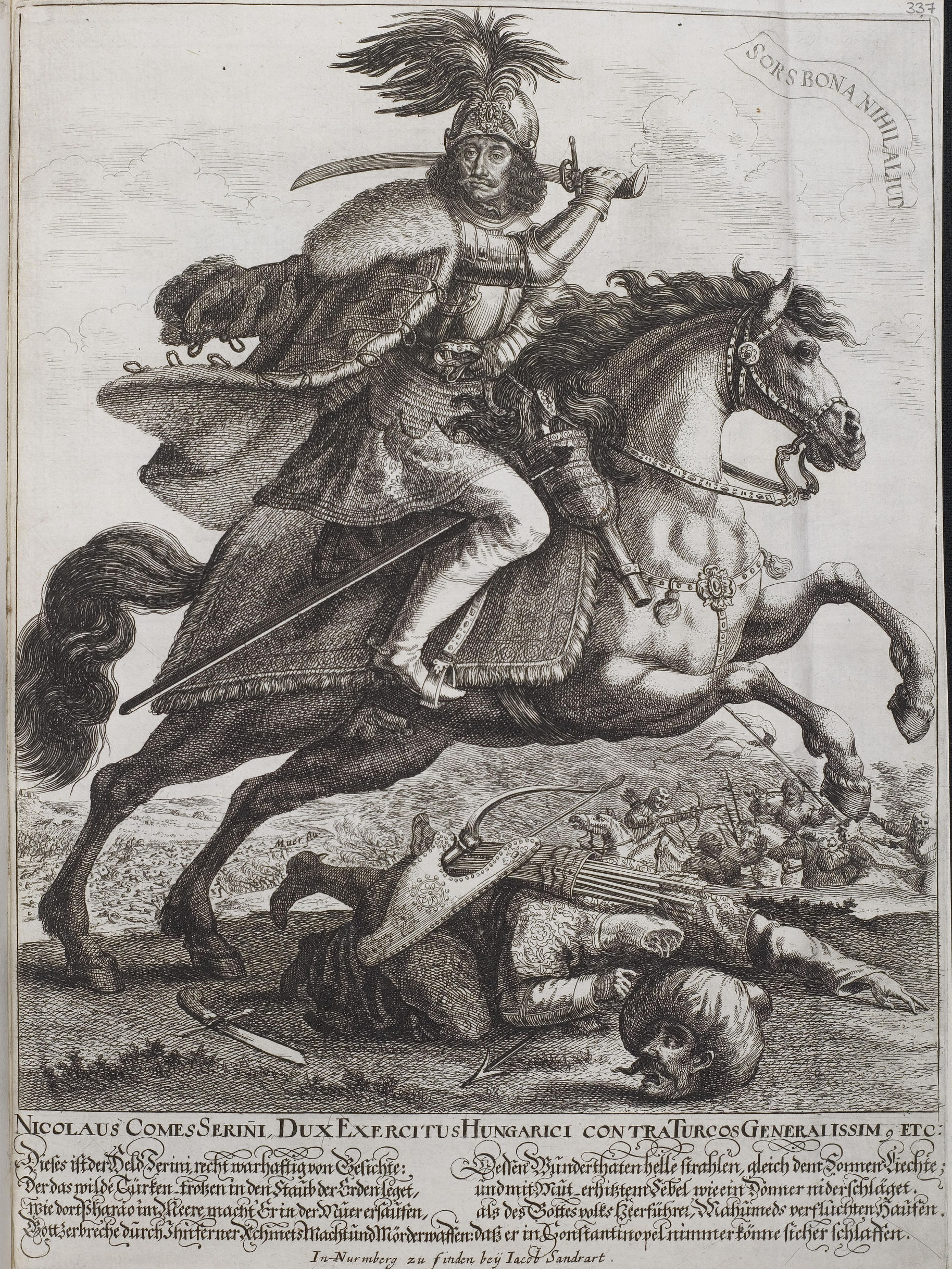
Der Ban von Kroatien Nikolaus Zrinski als „Türkensieger“

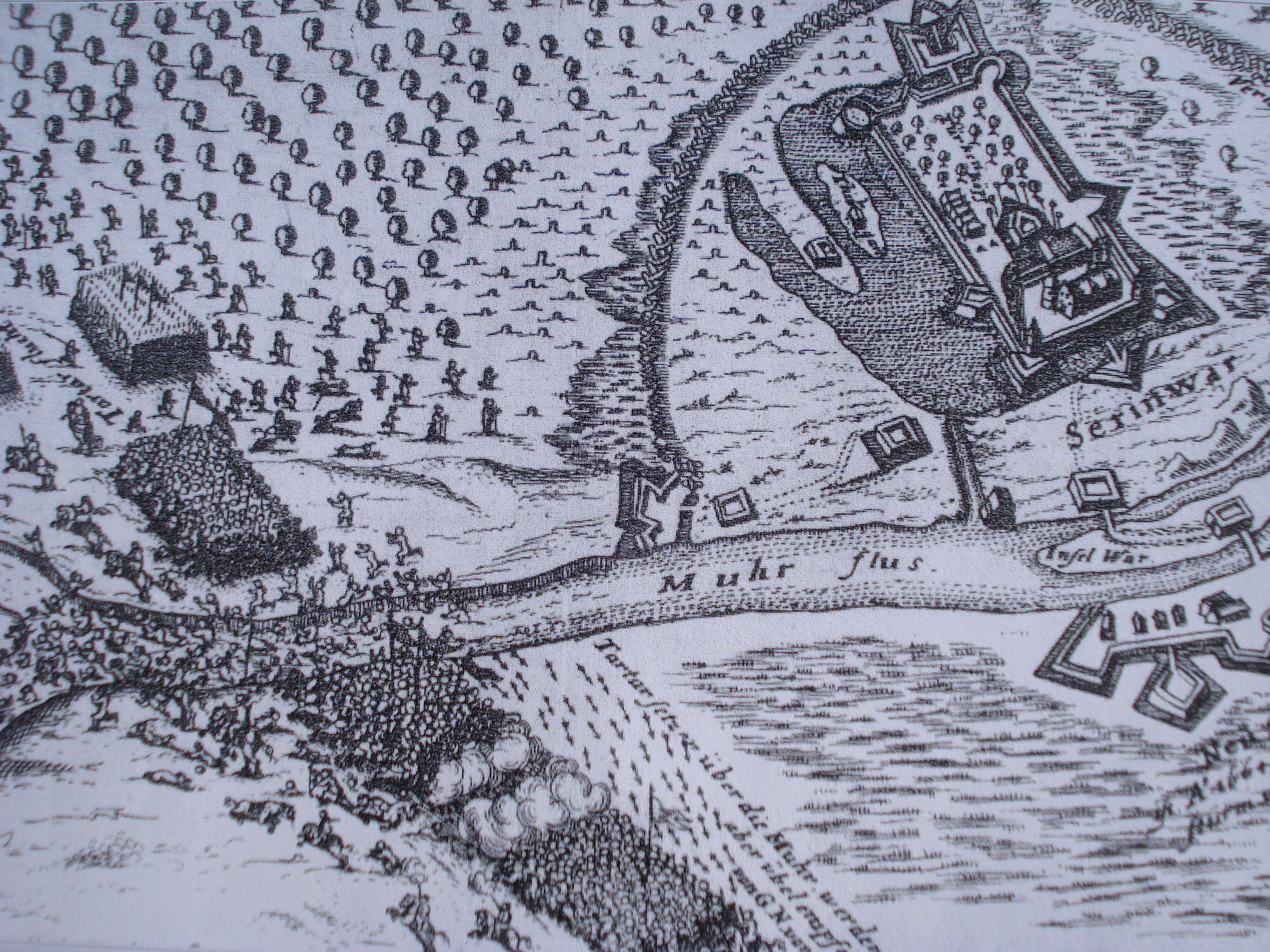
Zeitgenössische Abbildung einer der vielen Schlachten um die Festung Neu-Zrin während der Belagerung der Festung

Zu Beginn des Jahres 1664 gliederte sich die kaiserliche Koalitionsarmee in drei Korps: Die im Süden stehende Murarmee aus kroatischen und ungarischen Magnatentruppen unter Nikolaus Zrinski war etwa 17.000 Mann stark. Die im Zentrum stehende Hauptarmee unter Montecuccoli hatte eine Stärke von 28.500 Mann und eine Nordarmee unter dem kaiserlichen General Louis Rattuit de Souches stand mit 8500 Mann in Nordwestungarn. Als Festungsbesatzungen waren noch 12.500 Mann als Reserve vorhanden. Ohne die in den Festungen gebundenen Truppen hatte Montecuccoli eine Streitmacht von ungefähr 54.000 Mann zur Verfügung, die jedoch alles andere als eine homogene Masse darstellte: Zwischen den Kommandeuren der unterschiedlichen Allianztruppen kam es immer wieder zu Meinungsverschiedenheiten und Montecuccoli musste all sein diplomatisches Geschick aufwenden, um die Einheit dieser Armee zu erhalten. Als besonderes Erschwernis kam noch hinzu, dass es zwischen ihm und dem kroatischen Banus Zrinski starke Ressentiments gab, die sich im Verlauf dieses Krieges noch verschlimmern sollten.
Im Jänner 1664 begann die Murarmee mit Plünderungszügen weit in osmanisches Gebiet hinein und konnte dabei die strategisch wichtige Draubrücke bei Esseg (kroatisch: Osijek) zerstören.
Jedoch gelang es nicht, die Festung Kanizsa einzunehmen, wie es der Plan bzw. Befehl Montecuccolis vorgesehen hatte. Die Ende April begonnene Belagerung endete jedoch im Juni, als Köprülü mit seiner Streitmacht aus dem Winterquartier in Neuhäusel anrückte und die Belagerer in die Flucht schlug. Anschließend zog er mit seiner Armee in Richtung der Festung Neu-Zrin und eroberte diese.
Die Murarmee war für eine erfolgreiche Verteidigung der Festung zu schwach und Montecuccoli weigerte sich, den Belagerten zu Hilfe zu kommen. Nikolaus Zrinski gab in der Folge dem kaiserlichen Oberbefehlshaber die Schuld am Verlust der Festung und stand nach dem Eisenburger Frieden an der Spitze der Magnatenverschwörer. Zrinski wollte nicht einsehen, dass es dem erfahrenen Strategen Montecuccoli unmöglich war, seine Armee in einem Entsatzversuch zu riskieren: Selbst im Falle eines Sieges wäre der Ausgang des Feldzuges weiterhin ungewiss gewesen, wohingegen im Falle einer Niederlage Wien und die österreichischen Erbländer den Osmanen ausgeliefert gewesen wären.

## Schlacht von Mogersdorf

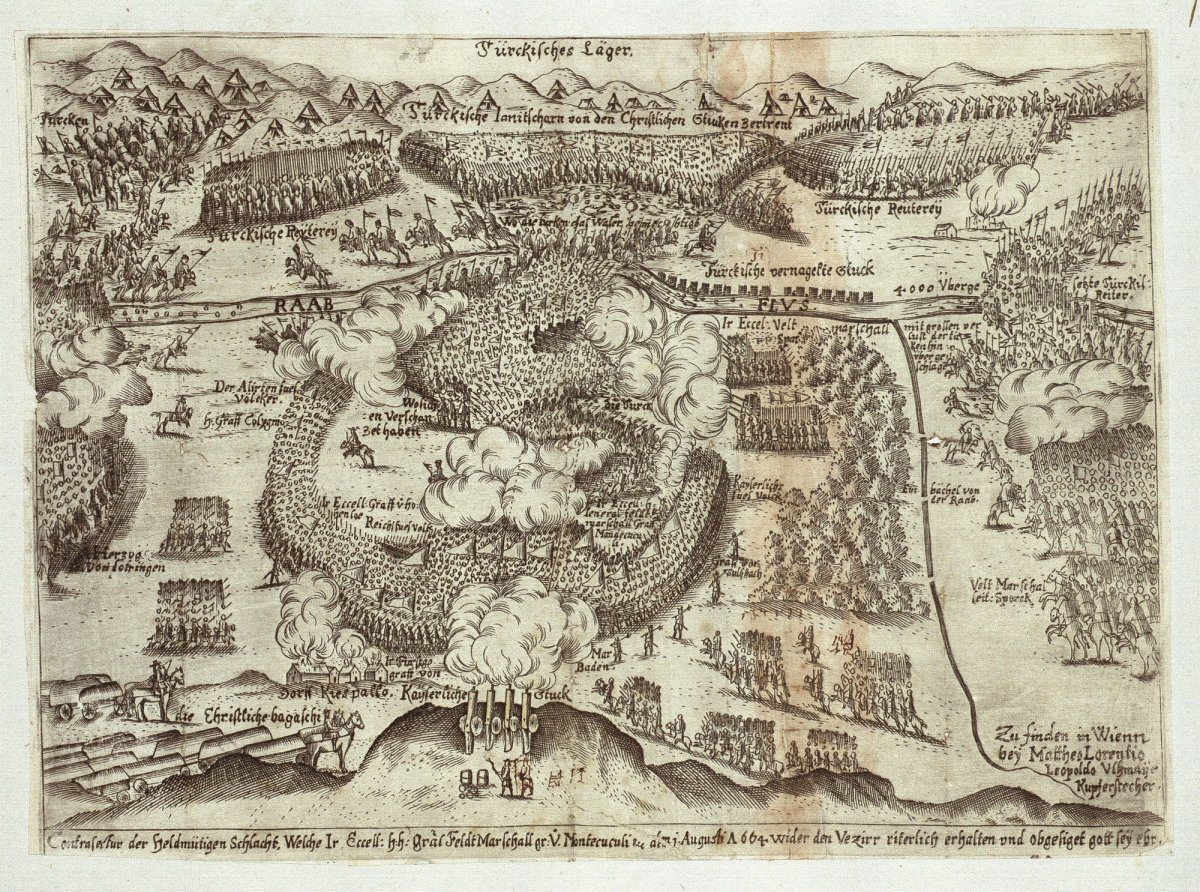
Schlacht bei Mogersdorf/St. Gotthart (Szentgotthard) 1664

Nach der Eroberung der Festung Neu-Zrin marschierte die osmanische Hauptarmee Richtung Wien, wurde aber an der Raab zwischen Mogersdorf und dem Zisterzienserkloster St. Gotthard von der Hauptarmee Montecuccolis aufgehalten. Die am 1. August 1664 stattfindende Schlacht endete überraschend mit einem Sieg der Kaiserlichen: Die Osmanen konnten nur ca. 12.000 Mann über die Hochwasser führende Raab bringen, die nach anfänglichen Erfolgen von einem Gegenangriff der kaiserlichen Kürassiere unter Graf Johann von Sporck vernichtet wurden.
In Oberungarn konnte die Armee de Souches ebenfalls Erfolge gegen die Türken erzielen. Dort hatte er am 3. Mai Nitra zurückerobert und wehrte in der Schlacht bei Levencz eine doppelt so große osmanische Armee ab.

## Der Friede von Eisenburg
Nur neun Tage nach der Schlacht wurde am 10. August 1664 der Frieden von Eisenburg (ungar. Vasvár) für die Dauer von 20 Jahren unterzeichnet. Den Osmanen wurden die gemachten Eroberungen zugesprochen, die Dreiteilung Ungarns wurde ebenso wie der osmanische Einfluss in Siebenbürgen bestätigt, die Festung Neu-Zrin musste geschleift werden und die Habsburger erkannten den von der Pforte eingesetzten Fürsten von Siebenbürgen, Michael Apafi, an. In der Geschichtsschreibung, vor allem in der ungarischen, wird im Zusammenhang mit diesem Frieden auch immer wieder von einem „Tribut“ des Kaisers an den Sultan in Höhe von 200.000 Gulden berichtet. Tatsächlich aber befreite diese Vereinbarung Leopold I. vom Verdacht, tributpflichtig zu sein, denn es wurden ausdrücklich gegenseitige „Ehrengeschenke“ festgelegt. Da besonders französische Staatsrechtstheoretiker (aber auch andere) aus der bisherigen Tributpflicht einen Vorrang des Königs von Frankreich gegenüber dem Kaiser ableiteten, war die geänderte Sprachregelung auch für die Stellung des Hauses Habsburg in Europa von großer Wichtigkeit.

## Folgen des Friedensvertrages
Von kroatischen und ungarischen Adeligen wurde der Friede von Eisenburg als „Schandfrieden“ gesehen, da er trotz militärischer Erfolge keine Gebietsgewinne gebracht habe. Besonders die ungarischen Magnaten waren von Leopold enttäuscht, da er als König von Ungarn die Pflicht hätte, Ungarn von den Osmanen zu befreien. Aus habsburgischer Sicht hatte Kaiser Leopold I. kaum eine andere Wahl gehabt. Sie argumentierten, dass die Finanzen in einem schlechten Zustand waren und die osmanische Armee noch immer schlagkräftig sei. Hinzu kam die außenpolitische Westorientierung gegen das expandierende Frankreich unter Ludwig XIV., das die Westgrenze des Heiligen Römischen Reiches bedrohte und von den Wiener Diplomaten als die größere Gefahr eingestuft wurde. Demgegenüber wurden die im Niedergang begriffenen Osmanen als weniger wichtig erachtet von der Wiener Hofdiplomatie. Dennoch war zu dem Zeitpunkt die diplomatische Lage günstig für das Haus Habsburg. So befand sich sogar ein kleines französisches Kontingent in den Reihen der Kaiserlichen Truppen. Die potenzielle Gefahr eines Krieges mit Frankreich ergab sich erst im Devolutionskrieg von 1667 bis 1668.
Die an ihren zugesicherten Freiheiten festhaltenden Adeligen wollten sich der Tendenz zur Zentralisierung der Herrschaftsgewalt wie auch der zwangsweisen Rekatholisierungspolitik aus Wien widersetzen. Die erlittenen Landverluste schwächten die Magnaten, die nunmehr ihre Unabhängigkeit vom österreichischen Zentralismus bedroht sahen. Die Spannungen zwischen Habsburg und den Ungarn sind auch dem Verfasser des Seyâhatnâme, dem osmanischen Weltenbummler Evliya Çelebi, bei seiner Reise durch Ungarn nach Wien nicht entgangen. Die kroatischen und ungarischen Magnaten reagierten auf den Friedensvertrag durch die Organisation einer gegen Habsburg gerichteten Magnatenverschwörung. Dafür suchten sie Unterstützung aus Frankreich, dem Osmanischen Reich und anderen Mächten.
Der Friedensvertrag von Eisenburg endete nach seinem vertraglichen Auslaufen 20 Jahre später, als 1683 die Osmanen zum letzten Mal versuchten, Wien zu erobern, und infolge des Großen Türkenkrieges (1683–1699) schließlich aus Ungarn vertrieben wurden.